# Pabandom iš naujo! 2023
Die 4. Pabandom iš naujo! fand am 18. Februar 2023 statt. Es war der litauische Vorentscheid für den Eurovision Song Contest 2023 in Liverpool (Vereinigtes Königreich). Monika Linkytė konnte den Wettbewerb für sich entscheiden und vertritt Litauen im Mai mit ihrem Lied Stay.

## Format

### Konzept
Am 29. Juli 2022 bestätigte die litauische Rundfunkanstalt Lietuvos nacionalinis radijas ir televizija (LRT), dass Litauen auch 2023 am Eurovision Song Contest teilnehmen werde. Am 11. Oktober 2022 gab LRT bekannt, dass 2022 bis zu 36 Teilnehmer, aber mindestens 20 Teilnehmer, an der Sendung teilnehmen werden. Je nach Teilnehmeranzahl sollte es bis zu fünf Sendungen geben, bestehend aus zwei Heats, zwei Halbfinals und einem Finale. Beginnen sollte die Sendung im Januar 2023, wobei die genauen Daten erst zu einem späteren Zeitpunkt bekannt gegeben wurden.

### Beitragswahl
Vom 11. Oktober 2022 bis zum 12. Dezember 2022 konnten Beiträge bei LRT eingereicht werden. Außer der Einhaltung der Regeln zum Eurovision Song Contest 2022 gab es keine Einschränkungen zum Einreichen von Beiträgen.

### Jury
Die Jurys der Shows bestanden 2023 aus folgenden Mitgliedern:
| Jurymitglied                | Jurymitglied                         | 1. Heat                     | 2. Heat                     | 1. Halbfinale               | 2. Halbfinale               | Finale                      |
| --------------------------- | ------------------------------------ | --------------------------- | --------------------------- | --------------------------- | --------------------------- | --------------------------- |
| Ieva Narkutė                | Singer-Songwriterin                  | Grünes Häkchensymbol für ja | Grünes Häkchensymbol für ja | Grünes Häkchensymbol für ja | Grünes Häkchensymbol für ja | Grünes Häkchensymbol für ja |
| Ramūnas Zilnys              | Musikkritiker, Chefredakteur bei LRT | Grünes Häkchensymbol für ja | Grünes Häkchensymbol für ja | Grünes Häkchensymbol für ja | Grünes Häkchensymbol für ja | Grünes Häkchensymbol für ja |
| Giedrė Kilčiauskienė        | Solistin                             | Grünes Häkchensymbol für ja | Grünes Häkchensymbol für ja |                             |                             |                             |
| Leonas Somovas              | Komponist                            | Grünes Häkchensymbol für ja |                             | Grünes Häkchensymbol für ja |                             |                             |
| Jievaras Jasinskis          | Komponist                            | Grünes Häkchensymbol für ja |                             |                             |                             | Grünes Häkchensymbol für ja |
| Vytautas Bikus              | Komponist                            |                             | Grünes Häkchensymbol für ja | Grünes Häkchensymbol für ja |                             | Grünes Häkchensymbol für ja |
| Stanislavas Stavickis-Stano | Singer-Songwriter                    |                             | Grünes Häkchensymbol für ja | Grünes Häkchensymbol für ja |                             | Grünes Häkchensymbol für ja |
| Monika Liu                  | Teilnehmerin beim ESC 2022           |                             |                             |                             | Grünes Häkchensymbol für ja | Grünes Häkchensymbol für ja |
| Vaidotas Valiukevičius      | Teilnehmer beim ESC 2020 und 2021    |                             |                             |                             | Grünes Häkchensymbol für ja | Grünes Häkchensymbol für ja |
| Duncan Laurence             | Sieger des ESC 2019                  |                             |                             |                             | Grünes Häkchensymbol für ja |                             |
| Raminta Naujalytė-Bjelle    | Sängerin                             |                             |                             |                             |                             | Grünes Häkchensymbol für ja |
| Gerūta Griniūtė             | Radiopersönlichkeit                  |                             |                             |                             |                             | Grünes Häkchensymbol für ja |

## Teilnehmer
Die Liste der Teilnehmer und die Titel der Beiträge wurden am 20. Dezember 2022 veröffentlicht. Die Künstler entschieden selbst wann sie ihren Beitrag veröffentlichen. Ursprünglich sollte Lina Štalytė mit dem Lied My Body am Vorentscheid teilnehmen, jedoch wurde am 23. Dezember bekannt, dass das Lied bereits 2020 veröffentlicht wurde. Dies stellte einen Verstoß gegen die Regeln des Vorentscheids bzw. des Eurovision Song Contests dar. Daraufhin wurde sie disqualifiziert und durch die Gruppe The Pixls ersetzt.

### Zurückkehrende Teilnehmer
| Interpret                         | Vorheriges Teilnahmejahr                                               |
| --------------------------------- | ---------------------------------------------------------------------- |
| Aistė Pilvelytė                   | 1999, 2002, 2004, 2005, 2006, 2007, 2008, 2010, 2014, 2016, 2017, 2020 |
| Alen Chicco                       | 2019, 2020                                                             |
| Antikvariniai Kašpirovskio dantys | 2019                                                                   |
| Donata                            | 2018, 2019, 2020                                                       |
| Gabrielius Vagelis                | 2013, 2017, 2018, 2020, 2021                                           |
| Gebrasy                           | 2018 (als Audrius Petrauskas), 2019, 2021, 2022                        |
| Joseph June                       | 2022                                                                   |
| Justė Kraujelytė                  | 2022                                                                   |
| Justin3                           | 2017, 2018, 2022                                                       |
| Monika Linkytė                    | 2010, 2014, 2015 (gemeinsam mit Vaidas Baumila)                        |
| Petunija                          | 2016, 2020                                                             |
| Viktorija Faith                   | 2022                                                                   |
| Voldemaras Petersonas             | 2007 (als Kupido), 2019, 2020, 2021, 2022                              |

## Heats

### Erstes Heat
Der erste Heat fand am 21. Januar 2023 statt. 10 Interpreten qualifizierten sich für die Halbfinals.
| Platz | Startnr. | Interpret                   | Lied Musik (M) und Text (T)                                                                       | Sprache   | Übersetzung (inoffiziell)      | Jury | Televoting | Gesamt |
| ----- | -------- | --------------------------- | ------------------------------------------------------------------------------------------------- | --------- | ------------------------------ | ---- | ---------- | ------ |
| 1.    | 9        | Rūta Mur                    | So Low M/T: Rūta Murinaitė                                                                        | Englisch  | So niedrig                     | 12   | 12         | 24     |
| 2.    | 7        | Gabrielius Vagelis          | Šauksmas M/T: Kim Wennerström, Gabrielius Vagelis                                                 | Litauisch | Schreien                       | 6    | 10         | 16     |
| 3.    | 8        | Alen Chicco                 | Do You M/T: Tomas Alenčikas                                                                       | Englisch  | Tust du                        | 8    | 7          | 15     |
| 4.    | 15       | Justė Kraujelytė            | Need More Fun M/T: Justė Kraujelytė, Edgaras Žaltauskas, Kasparas Meginis                         | Englisch  | Brauche mehr Spas              | 10   | 3          | 13     |
| 5.    | 14       | Paulina Paukštaitytė        | Let Me Think About Me M/T: Paulina Paukštaitytė, Krists Indrišonoks, Jānis Jačmenkins             | Englisch  | Lass mich über mich nachdenken | 7    | 5          | 12     |
| 6.    | 13       | Noy                         | Destiny's Child M/T: Nojus Žebrauskas, Viktorija Raibužytė, Rita Dmitrijenko, Dominykas Zalieckas | Englisch  | Kind des Schicksals            | 4    | 8          | 12     |
| 7.    | 3        | Il Senso                    | Sparnai M/T: Merūnas Vitulskis                                                                    | Litauisch | Flügel                         | 2    | 6          | 8      |
| 8.    | 2        | Joseph June                 | Vacuum M/T: Vytautas Gumbelevičius                                                                | Englisch  | Vakuum                         | 2    | 4          | 6      |
| 9.    | 11       | Baiba                       | When the Lights Go Out M/T: Baiba Skurstene, Andrius Kairys                                       | Englisch  | Wenn die Lichter ausgehen      | 5    | 0          | 5      |
| 10.   | 6        | Luknė                       | Paradise M/T: Rob Price                                                                           | Englisch  | Paradies                       | 3    | 0          | 3      |
| 11.   | 1        | Aistė Pilvelytė             | We're Not Running M/T: Justine Eltakchi, Aidan O'Connor                                           | Englisch  | Wir rennen nicht               | 2    | 0          | 2      |
| 12.   | 12       | Justa Rubežiūtė             | When I'll Find M/T: Algirdas Veževičius, Justinas Stanislovaitis                                  | Englisch  | Wenn ich finde                 | 0    | 2          | 2      |
| 13.   | 5        | Multiks                     | London M/T: Paulius Burba                                                                         | Englisch  | –                              | 0    | 1          | 1      |
| 14.   | 10       | Justin 3 feat. DJ AugustYno | Not Giving Up M/T: Algirdas Veževičius, Justinas Stanislovaitis                                   | Englisch  | Nicht aufgebend                | 0    | 0          | 0      |
| 15.   | 4        | W.I                         | You Can Not M/T: Viktoras Olechnovičius, Ieva Lapinskaitė                                         | Englisch  | Du kannst nicht                | 0    | 0          | 0      |

 Interpret hat sich für das Halbfinale qualifiziert.

### Zweites Heat
Der zweite Heat fand am 28. Januar 2023 statt. 10 Interpreten qualifizierten sich für die Halbfinals.
| Platz | Startnr. | Interpret                         | Lied Musik (M) und Text (T)                                                                           | Sprache             | Übersetzung (inoffiziell)    | Jury | Televoting | Gesamt |
| ----- | -------- | --------------------------------- | --- | ------------------- | ---------------------------- | ---- | ---------- | ------ |
| 1.    | 14       | Beatrich                          | Like a Movie M/T: Beatričė Pundžiūtė, Marc Dowding                                                    | Englisch            | Wie ein Film                 | 12   | 12         | 24     |
| 2.    | 6        | Monika Linkytė                    | Stay M/T: Monika Linkytė, Chris Noah                                                                  | Englisch, Litauisch | Bleib                        | 10   | 8          | 18     |
| 3.    | 15       | Mario Junes                       | Do What You Do M/T: Marijus Kijauskas, Faustas Venckus                                                | Englisch            | Mach was du willst           | 7    | 6          | 13     |
| 4.    | 4        | Matt Len                          | Midnight Train M/T: Matas Lenktis                                                                     | Englisch            | Mitternachtszug              | 5    | 7          | 12     |
| 5.    | 13       | Petunija                          | Love of my life M/T: Agnė Šiaulytė, Diana Anisko, Morta Grigaliūnaitė, Egidija Mačiulytė              | Englisch            | Liebe meines Lebens          | 8    | 2          | 10     |
| 6.    | 9        | Agnė                              | New Start M: Agnė Buškevičiūtė-Tumalavičienė, Vilius Tumalavičius; T: Agnė Buškevičiūtė-Tumalavičienė | Englisch            | Neuer Start                  | 0    | 10         | 10     |
| 7.    | 11       | MoonBee                           | Rumor M/T: Austėja Pukelytė, Gytis Valickas                                                           | Englisch            | Gerücht                      | 3    | 5          | 8      |
| 8.    | 10       | Gebrasy                           | Saw Your Ghost M/T: Faustas Venckus, Audrius Petrauskas                                               | Englisch            | Ich sah deinen Geist         | 6    | 0          | 6      |
| 9.    | 3        | Donata                            | Dreamer M/T: Ylva Persson, Linda Persson, Janne Hyöty, Christopher Wortley                            | Englisch            | Träumer                      | 4    | 1          | 5      |
| 10.   | 1        | Antikvariniai Kašpirovskio dantys | Sėdi ir važiuoji M/T: Martynas Enčius, Karolis Steponavičius                                          | Litauisch           | Setz dich hin und fahr       | 2    | 3          | 5      |
| 11.   | 2        | I. T.                             | Žinau, tai tu M/T: Ingrida Toleikytė                                                                  | Litauisch           | Ich weiß das du es bist      | 0    | 4          | 4      |
| 12.   | 8        | Viktorija Faith                   | If You Ever Miss Me M/T: Viktorija Faith                                                              | Englisch            | Wenn du mich jemals vermisst | 1    | 0          | 1      |
| 13.   | 5        | Melona                            | Song Of Whispers M/T: Algirdas Veževičius, Ilona Podrabinkina, Justinas Stanislovaitis                | Englisch            | Lied des Flüsterns           | 0    | 0          | 0      |
| 14.   | 12       | Voldemaras Petersonas             | Things M/T: Voldemaras Petersonas                                                                     | Englisch            | Dinge                        | 0    | 0          | 0      |
| 15.   | 7        | The Pixls                         | Šaukt M/T: Mantvydas Sabaitis, Kęstutis Vaitkevičius, The Pixls                                       | Litauisch           | Schrei                       | 0    | 0          | 0      |

 Interpret hat sich für das Halbfinale qualifiziert.

## Halbfinale

### Erstes Halbfinale
Das erste Halbfinale fand am 4. Februar 2023 statt. 5 Interpreten qualifizierten sich für das Finale.
| Platz | Startnr. | Interpret          | Lied Musik (M) und Text (T)                                                                       | Sprache   | Übersetzung (inoffiziell) | Jury | Televoting | Gesamt |
| ----- | -------- | ------------------ | ------------------------------------------------------------------------------------------------- | --------- | ------------------------- | ---- | ---------- | ------ |
| 1.    | 9        | Rūta Mur           | So Low M/T: Rūta Murinaitė                                                                        | Englisch  | So niedrig                | 10   | 10         | 20     |
| 2.    | 6        | Petunija           | Love of my life M/T: Agnė Šiaulytė, Diana Anisko, Morta Grigaliūnaitė, Egidija Mačiulytė          | Englisch  | Liebe meines Lebens       | 12   | 7          | 19     |
| 3.    | 1        | Il Senso           | Sparnai M/T: Merūnas Vitulskis                                                                    | Litauisch | Flügel                    | 5    | 12         | 17     |
| 4.    | 8        | Gabrielius Vagelis | Šauksmas M/T: Kim Wennerström, Gabrielius Vagelis                                                 | Litauisch | Schreien                  | 7    | 8          | 15     |
| 5.    | 7        | Justė Kraujelytė   | Need More Fun M/T: Justė Kraujelytė, Edgaras Žaltauskas, Kasparas Meginis                         | Englisch  | Brauche mehr Spas         | 8    | 3          | 11     |
| 6.    | 2        | Alen Chicco        | Do You M/T: Tomas Alenčikas                                                                       | Englisch  | Tust du                   | 6    | 2          | 8      |
| 7.    | 4        | Joseph June        | Vacuum M/T: Vytautas Gumbelevičius                                                                | Englisch  | Vakuum                    | 3    | 4          | 7      |
| 8.    | 10       | Donata             | Dreamer M/T: Ylva Persson, Linda Persson, Janne Hyöty, Christopher Wortley                        | Englisch  | Träumer                   | 2    | 4          | 6      |
| 9.    | 5        | Noy                | Destiny's Child M/T: Nojus Žebrauskas, Viktorija Raibužytė, Rita Dmitrijenko, Dominykas Zalieckas | Englisch  | Kind des Schicksals       | 1    | 5          | 6      |
| 10.   | 3        | Baiba              | When the Lights Go Out M/T: Baiba Skurstene, Andrius Kairys                                       | Englisch  | Wenn die Lichter ausgehen | 4    | 1          | 5      |

 Interpret hat sich für das Finale qualifiziert.

### Zweites Halbfinale
Das zweite Halbfinale fand am 11. Februar 2023 statt. 5 Interpreten qualifizierten sich für das Finale.
| Platz | Startnr. | Interpret                         | Lied Musik (M) und Text (T)                                                                           | Sprache             | Übersetzung (inoffiziell)      | Jury | Televoting | Gesamt |
| ----- | -------- | --------------------------------- | --- | ------------------- | ------------------------------ | ---- | ---------- | ------ |
| 1.    | 8        | Beatrich                          | Like a Movie M/T: Beatričė Pundžiūtė, Marc Dowding                                                    | Englisch            | Wie ein Film                   | 12   | 8          | 20     |
| 2.    | 1        | Paulina Paukštaitytė              | Let Me Think About Me M/T: Paulina Paukštaitytė, Krists Indrišonoks, Jānis Jačmenkins                 | Englisch            | Lass mich über mich nachdenken | 8    | 10         | 18     |
| 3.    | 5        | Monika Linkytė                    | Stay M/T: Monika Linkytė, Chris Noah                                                                  | Englisch, Litauisch | Bleib                          | 10   | 7          | 17     |
| 4.    | 7        | MoonBee                           | Rumor M/T: Austėja Pukelytė, Gytis Valickas                                                           | Englisch            | Gerücht                        | 5    | 12         | 17     |
| 5.    | 9        | Mario Junes                       | Do What You Do M/T: Marijus Kijauskas, Faustas Venckus                                                | Englisch            | Mach was du willst             | 7    | 5          | 12     |
| 6.    | 6        | Gebrasy                           | Saw Your Ghost M/T: Faustas Venckus, Audrius Petrauskas                                               | Englisch            | Ich sah deinen Geist           | 6    | 2          | 8      |
| 7.    | 3        | Matt Len                          | Midnight Train M/T: Matas Lenktis                                                                     | Englisch            | Mitternachtszug                | 4    | 4          | 8      |
| 8.    | 10       | Antikvariniai Kašpirovskio dantys | Sėdi ir važiuoji M/T: Martynas Enčius, Karolis Steponavičius                                          | Litauisch           | Setz dich hin und fahr         | 1    | 6          | 7      |
| 9.    | 2        | Agnė                              | New Start M: Agnė Buškevičiūtė-Tumalavičienė, Vilius Tumalavičius; T: Agnė Buškevičiūtė-Tumalavičienė | Englisch            | Neuer Start                    | 3    | 3          | 6      |
| 10.   | 4        | Luknė                             | Paradise M/T: Rob Price                                                                               | Englisch            | Paradies                       | 2    | 1          | 3      |

 Interpret hat sich für das Finale qualifiziert.

## Finale
Das Finale fand am 18. Februar 2023 statt. Monika Linkytė erlangte bei den Jury-Mitgliedern die meisten Stimmen, belegte bei den Zuschauern den zweiten Platz und gewann die Vorentscheidung. Bei Punktegleichheit ist die höhere Jury-Punktzahl entscheidend.
| Platz | Startnr. | Interpret            | Lied Musik (M) und Text (T)                                                              | Sprache             | Übersetzung (inoffiziell)      | Jury | Televoting | Gesamt |
| ----- | -------- | -------------------- | ---------------------------------------------------------------------------------------- | ------------------- | ------------------------------ | ---- | ---------- | ------ |
| 1.    | 10       | Monika Linkytė       | Stay M/T: Monika Linkytė, Chris Noah                                                     | Englisch, Litauisch | Bleib                          | 12   | 10         | 22     |
| 2.    | 6        | Rūta Mur             | So Low M/T: Rūta Murinaitė                                                               | Englisch            | So niedrig                     | 10   | 12         | 22     |
| 3.    | 5        | Beatrich             | Like a Movie M/T: Beatričė Pundžiūtė, Marc Dowding                                       | Englisch            | Wie ein Film                   | 8    | 8          | 16     |
| 4.    | 8        | Petunija             | Love of my life M/T: Agnė Šiaulytė, Diana Anisko, Morta Grigaliūnaitė, Egidija Mačiulytė | Englisch            | Liebe meines Lebens            | 7    | 4          | 11     |
| 5.    | 4        | Paulina Paukštaitytė | Let Me Think About Me M/T: Paulina Paukštaitytė, Krists Indrišonoks, Jānis Jačmenkins    | Englisch            | Lass mich über mich nachdenken | 6    | 5          | 11     |
| 6.    | 9        | Gabrielius Vagelis   | Šauksmas M/T: Kim Wennerström, Gabrielius Vagelis                                        | Litauisch           | Schreien                       | 4    | 6          | 10     |
| 7.    | 2        | MoonBee              | Rumor M/T: Austėja Pukelytė, Gytis Valickas                                              | Englisch            | Gerücht                        | 1    | 7          | 8      |
| 8.    | 3        | Justė Kraujelytė     | Need More Fun M/T: Justė Kraujelytė, Edgaras Žaltauskas, Kasparas Meginis                | Englisch            | Brauche mehr Spaß              | 5    | 1          | 6      |
| 9.    | 1        | Mario Junes          | Do What You Do M/T: Marijus Kijauskas, Faustas Venckus                                   | Englisch            | Mach was du willst             | 3    | 2          | 5      |
| 10.   | 7        | Il Senso             | Sparnai M/T: Merūnas Vitulskis                                                           | Litauisch           | Flügel                         | 2    | 3          | 5      |